# الواقعية الهجومية

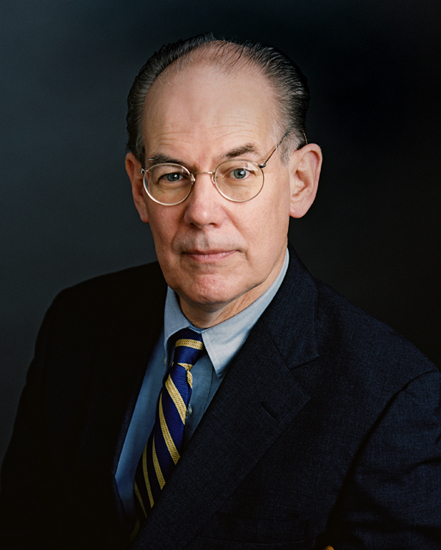

الواقعية الهجومية هي نظرية هيكلية تنتمي إلى مدرسة الفكر الواقعي. أسس هذه النظرية جون ميرشايمر أستاذ العلوم السياسية في جامعة شيكاغو. النظرية تؤكد أن الطبيعة الفوضوية للنظام الدولي هي المسؤولة عن سلوك الدولة العدواني في السياسة الدولية. تختلف النظرية جوهريا عن الواقعية الدفاعية، التي طرحها كينيث والتز، من خلال تصور أن الدول العظمى تسعى لتعظيم قوتها والسيطرة على النظام الدولي من خلال استراتيجيتين، الأولى: توازن القوى، والثانية: تمرير المسؤولية إلى الآخرين. وتقدم النظرية مساهمات هامة لدراسة وفهم العلاقات الدولية، ولكنها تظل مع ذلك في موضع النقد.

## الأصول النظرية
تُعدّ الواقعية الهجومية نظرية بارزة للعلاقات الدولية، تنتمي إلى مدرسة الفكر الواقعي، التي تشمل مختلف الاتجاهات الفرعية التي تتميّز بوجهات نظر مختلفة يعتنقها العلماء الذين يمثّلونها مثل: روبرت غيلبين، وراندال شويلر وإريك جيه. لابز وفريد زكريا. ومع ذلك، حتى الآن، يعتبر الشكل الأبرز لأشكال الواقعية الهجومية الجديدة هو ذاك الذي طوّره بالكامل جون جوزيف ميرشايمر في كتابه «مأساة سياسة القوى العظمى». في حين أن نظرية الواقعية الجديدة الهجومية لدى ميرشايمر تبني وتأكّد مرارًا وتكرارًا على بعض الافتراضات التي وضعها الواقعيون الكلاسيكيون، فإنها تحيد كليًّا عن هذا الفرع باستخدام الوضعية كفلسفة علمية وإضافة نهج يركّز على النظام لدراسة سلوك الدولة في السياسة الدولية القائمة على هيكل النظام الدولي. وفقًا لذلك، فإن واقعيته الجديدة الهجومية تتعلق بفرع الواقعية الجديدة إلى جانب نظريات هيكلية أخرى مثل الواقعية الدفاعية.

## الفرضيات الرئيسية للنظرية
تستند النظرية على خمسة افتراضات مركزية مماثلة لتلك الخمسة افتراضات الموجود في نظرية الواقعية الدفاعية لكينيث والتز. وهي:
- القوى العظمى هي الجهات الفاعلة الرئيسية والمؤثرة في السياسة العالمية.
- النظام الدولي هو نظام فوضاوي يشجع الدول على تعظيم قوتها من أجل البقاء.
- جميع الدول تمتلك القدرات العسكرية الهجومية.
- لا يمكن للدول أن أن تعرف النوايا التي تخفيها الدول الأخرى.
- الدول هي أطراف فاعلة عقلانية قادرة على وضع استراتيجيات سليمة تعظم قوتها من أجل البقاء.

كما هو حال الواقعية الدفاعية الجديدة، تفترض الواقعية الهجومية نظامًا دوليًا فوضويًا تسعى فيه القوى العظمى العقلانية، التي تعتريها حالة من عدم اليقين حيال نوايا الدول الأخرى والقادرة على شنّ هجوم عسكري، إلى البقاء. على الرغم من أن الواقعية الجديدة الهجومية لدى ميرشايمر قد طوّرها مبدئيًا من المقترحات الشبيهة لتلك الخاصة بالواقعية الجديدة الدفاعية، إلا أنها تقدّم تنبؤات مختلفة اختلافًا كبيرًا فيما يتعلق بسلوك القوة العظمى في السياسة الدولية. وبصورة أساسية، فإنها تختلف عن الواقعية الجديدة الدفاعية فيما يتعلق بتكديس القوّة التي تحتاجها الدولة لضمان أمنها وإصدار الإستراتيجيات التي تتبعها الدول لتحقيق هذا المستوى المُرضي من الأمن. في نهاية المطاف، ترسم الواقعية الجديدة الهجومية لدى ميرشايمر صورة أكثر تشاؤمًا للسياسة الدولية التي تتميّز بالمنافسة الأمنية الخطيرة بين الدول والتي من المحتمل أن تؤدّي إلى الصراع ونشوب الحرب.

### دول الوضع الراهن بالمقارنة مع دول تعظيم القوّة
تعتزم الواقعية الجديدة الهجومية لدى جون ميرشايمر إصلاح «تحيّز الوضع الراهن» في الواقعية الجديدة الدفاعية الخاصة بكينيث والتز. في حين أن كلا الخيارين الواقعيين الجديدين يجادلان بأن الدول تهتم في المقام الأول بتعزيز الأمن إلى حدّه الأقصى، إلا أنها تختلف حول مقدار القوّة المطلوبة في العملية. على النقيض من الواقعية الجديدة الدفاعية التي تنصّ على أن الدول هي قوى الوضع الراهن التي تسعى فقط للحفاظ على مواقعها داخل النظام الدولي من خلال الحفاظ على توازن القوى السائد، تزعم الواقعية الجديدة الهجومية أن الدول في الواقع تستند على أساس تعظيم سلطة التحريفيين الذين يُضمرون نوايًا عدوانية. في الواقع، في الواقعية الجديدة الهجومية، يوفّر النظام الدولي للقوى العظمى حوافز مغرية للجوء إلى العمل الهجومي من أجل تعزيز أمنها وضمان بقائها.
إن النظام الدولي الذي يتّسم بالفوضى (غياب سلطة مركزية قادرة على إنفاذ القواعد ومعاقبة المعتدين) وعدم اليقين فيما يتعلق بنوايا الدولة وقدراتها العسكرية الهجومية المتاحة، يدفع الدول إلى الخوف باستمرار من بعضها وإلى اللجوء إلى آليات المساعدة الذاتية التي تكفل لها البقاء. من أجل التخفيف من حدّة هذا الخوف إزاء العدوان الذي يتربّص به كل طرف للآخر، تسعى الدول دائمًا إلى تعظيم قوّتها النسبية، المحدّدة فيما يتعلّق بالقدرات المادية. كما يقول ميرشايمر: «إنهم يبحثون عن فرص لتغيير ميزان القوى من خلال الحصول على مكاسب إضافية في القوّة على حساب المنافسين المحتملين»، لأنه «كلما تنامت الأفضلية العسكرية لدولة ما على حساب الدول الأخرى، كلما كانت أكثر أمانًا». تسعى الدول إلى زيادة قوّتها العسكرية على حساب الدول الأخرى داخل النظام من خلال فرض الهيمنة -كونها القوّة العظمى الوحيدة في نظام الدولة- كما يتطلّب هدفها المنشود.
لخّص جون ميرشايمر هذا الرأي على النحو التالي: «تدرك القوى العظمى أن أفضل طريقة لضمان أمنها تكمن في تحقيق الهيمنة الآن، وبالتالي القضاء على أي احتمال مواجهة تبدر من قوّة عظمى أخرى. وحدها الدولة المُضلّلة من ستفوّت الفرصة لتكون هي المهيمنة في النظام لأنها اعتقدت أن لديها بالفعل قوّة كافية للبقاء». وفقًا لذلك، يعتقد الواقعيون الجدد الهجوميون مثل ميرشايمر أن أفضل إستراتيجية تتبعها الدولة بهدف تعزيز قوّتها النسبية لبلوغ حدّ تحقيق الهيمنة هي الاعتماد على التكتيكات الهجومية. شريطة أن يكون من المنطقي بالنسبة لها أن تتصرّف بعدوانية، فمن المرجح أن تتبع القوى العظمى سياساتٍ توسّعية، ستقرّبها من بسط هيمنتها. نظرًا لأنه يكاد أن يكون من المستحيل تحقيق الهيمنة العالمية نظرًا للقيود التي تحدّ من توقّع القوّة عبر المحيطات والقوات الانتقامية، فإن أفضل حالة يمكن أن تأمل الدول في الوصول إليها هي الهيمنة الإقليمية من خلال السيطرة على منطقتها الجغرافية. إن هذا السعي الدؤوب للقوّة يولّد بطبيعته حالة من «المنافسة الأمنية المستمرّة، مع إمكانية نشوب الحرب دائمًا في خلفية الأحداث». حالما يجري تحقيق الهيمنة الإقليمية، تصبح القوى العظمى دول الوضع الراهن.